# Mi-luo-ťiang
Mi-luo-ťiang (čínsky pchin-jinem 'Mìluójiāng', znaky zjednodušené 汨罗江, tradiční 汨羅江) je řeka v povodí jezera Tung-tching-chu. Má délku kolem 250 km.

## Průběh toku
Pramení v okrese Siou-šuej v provincii Ťiang-si jako řeka Mi, po soutoku řek Mi (hlavní tok) a Luo získává název Mi-luo. Protéká okresem Pching-ťiang v Chu-nanu a vlévá se do jezera Tung-tching-chu v městském okresu Mi-luo.

## Historie
Je známá jako řeka, ve které se roku 278 př. n. l. na protest proti korupci utopil básník Čchü Jüan.